# معصوم (اسم)
معصوم هو اسم علم مذكر من أصل عربي، ومعناه هو من لا يخطئ، البعيد عن الزلل، المحفوظ من مكروه الممتنع.

## الأصل اللغوي
1. مَعْصوم: (اسم)
  - مَعْصوم : اسم المفعول من عَصَمَ
2. مَعصوم: (اسم)
  - مفعول مِن عَصَمَ
  - الْمَعْصُومُ : الْمُنَزَّهُ عَنِ الخَطَإِ وَالفَاحِشَةِ
3. المعصوم: (مصطلحات)
  - من منعه الله تعالى من أن تقع منه المعصية ، والمعصومون من البشر هم الأنبياء دون غيرهم. (فقهية)
4. عَصَمَ: (فعل)
  - عصَمَ يَعصِم ، عَصْمًا وعِصْمةً ، فهو عاصِم ، والمفعول مَعْصوم
  - عَصَمَ القِرْبَةَ : جَعَلَ لَهَا عِصَاماً
  - عَصَمَ إِلَيْهِ : اِعْتَصَمَ بِهِ، اِلْتَجَأَ إِلَيْهِ
  - عَصَمَ اللَّهُ عَبْدَهُ مِنْ كُلِّ مَكْرُوهٍ : حَفِظَهُ، صَانَهُ
  - عَصَمَ الشَّيْءَ : مَنَعَهُ
5. عَصِمَ: (فعل)
  - عَصِمَ، يَعْصِمُ، مصدر عَصَمٌ، عُصْمَةٌ فهو أَعْصَمُ، وهي عَصْماء والجمع : عُصْمٌ
  - عَصِمَ الْحَيَوَانُ : كَانَ أَعْصَمَ، أَيْ فِي ذِرَاعَيْهِ أَوْ أَحَدِهِمَا بَيَاضٌ وَسَائِرُهُ أَسْوَدُ، أَوْ أَحْمَرُ
  - غرابٌ أَعْصَمُ: أَحْمَرُ المِنْقَار والرِّجْليْنِ
6. عَصْم: (اسم)
  - عَصْم : مصدر عَصَمَ
7. عُصُم: (اسم)
  - عُصُم : جمع عِصام
8. عُصْم: (اسم)
  - عُصْم : جمع أَعْصَمُ
9. عُصْم: (اسم)
  - عُصْم : جمع عَصْمَاءُ

## شخصيات تحمل الاسم
- معصوم عبد الغفور (لاعب كرة قدم مالديفي، 20 مارس 1974 – )
- معصوم عبده محمد (1972 – )
- معصوم مرزوق (سياسي مصري، 13 سبتمبر 1945 – )

## وصلات خارجية
- موسوعة السلطان قابوس لأسماء العرب